# Xie Yuxin
Xie Yuxin (謝育新T, 谢育新S, Xiè YùxīnP; Xingning, 12 ottobre 1968) è un ex calciatore cinese, di ruolo centrocampista.